# 38 cm SK C/34
Il 38 cm SK C/34, abbreviazione della dicitura completa 38 cm Schiffskanone Construktionsjahr 1934 ("cannone navale in calibro 38 cm, anno di costruzione 1934" in italiano) è stato un pezzo di artiglieria pesante navale utilizzato dalla Kriegsmarine per armare le navi da battaglia delle classe Bismarck, la Bismarck e la Tirpitz. Era inoltre stato previsto che fungesse da armamento principale per gli incrociatori da battaglia della progettata classe O e rimpiazzasse le artiglierie da 280 mm a bordo delle navi classe Scharnhorst. Sei complessi binati furono costruiti per conto dell'Unione Sovietica, che intendeva montarli sugli incrociatori da battaglia classe Kronshtadt, tuttavia la consegna non fu mai effettuata. I pezzi restanti furono utilizzati come artiglieria costiera in Danimarca, Norvegia e Francia. Un cannone è attualmente in mostra nella fortezza di Hanstholm.
Questa bocca da fuoco fu quella di calibro maggiore mai installato su una corazzata tedesca.

## Dati tecnici
I dati indicati nella tabella si riferiscono ai cannoni della prima serie, quelli successivi avevano un peso inferiore di circa 300 kg. I cannoni da 380 mm era montati come complessi binati nella torretta Drh LC/34, che permetteva l'elevazione fra -5° e 30°. Ogni cannone aveva una culla propria, ad una distanza di 3,5 m fra loro, ma generalmente i cannoni venivano utilizzati accoppiati. La torretta era a movimento idraulico, tuttavia il meccanismo di rotazione per addestramento, il meccanismo ausiliario di alzo, il meccanismo di sollevamento ausiliario ed alcuni meccanismi ausiliari erano forniti di motori elettrici. La torretta aveva un peso complessivo di circa 1 064 t, poggiava su cuscinetti a sfere su una guida di diametro 8,75 m che permetteva una velocità di elevazione delle canne di 6°/s e di rotazione della torretta di 5°/s. I cannoni venivano caricati con un alzo di +2,5° utilizzando una cucchiaia telescopica automatica a catena. I manuali tedeschi indicavano una cadenza di tiro di 26 s, tuttavia nel corso del combattimento con l'Hood e con la Prince of Wales, la Bismarck tenne una cadenza di tiro inferiore a un tiro al minuto.
L'angolo di azimuth delle torrette sulle navi classe Bismarck andava dai +150° ai -150° rispetto all'asse longitudinale della nave.

## Impiego navale

### Torrette navali
Nelle navi tedesche le torrette erano identificate con le lettere dell'alfabeto fonetico tedesco partendo da quella più a prua ed andando verso poppa, quindi sulla classe Bismarck le torrette erano A (Anton), B (Bruno), C (Caesar), D (Dora).
Le torrette delle navi classe Bismarck avevano una protezione inferiore a quelle delle navi britanniche classe King George V e delle navi francesi classe Richelieu, che erano le più probabili avversarie.
| posizione  | spessore (cm) | posizione                                  | spessore (cm) |
| ---------- | ------------- | ------------------------------------------ | ------------- |
| frontale   | 36            | copertura inclinata anteriore e posteriore | 18            |
| laterale   | 22            | copertura inclinata laterale               | 15            |
| posteriore | 32            | copertura piana                            | 13            |

Inizialmente ogni torretta aveva un proprio telemetro di tiro, tuttavia nella torretta A della Bismarck  i due obiettivi del telemetro (le due "alette" ai lati della torretta) furono rimossi verso dicembre nel 1940 a causa di malfunzionamenti causati dall'acqua e nella Tirpitz non furono mai installati nella torretta A.
I cannoni delle corazzate classe Bismark erano dipinti con una vernice a base di piombo di colore nero con una venatura rosso ciliegia (indistinguibile, da lontano, dal nero standard)

### Munizioni
Il munizionamento per questi cannoni era quello standard per le munizioni navali tedesche, in cui la carica base di propellente era contenuta in una cartuccia metallica ed eventualmente rinforzata da un'ulteriore carica in una sacchetto di seta, che era introdotta per prima nella camera di scoppio. Il 38 cm SK C/34 utilizzava quattro tipi di proiettili, tuttavia il Siegfried Grenade (Proietto Sigfrido) poteva essere utilizzato unicamente nelle versioni per la difesa costiera. Questo proiettile poteva essere utilizzato a carica ridotta, dando una velocità alla volata di 920 m/s ed una gittata di 40 km.

(I dati delle gittate nella tabella sottostante sono riferiti agli impianti navali con alzo di 30° ed uso dei proietti APC, tranne che per il Siegfried-Granate L/4.5 m KZ u BdZ m Hb)
| Tipo proiettile                         | Descrizione                                                                         | Peso (kg) | Peso della carica (kg) | Velocità alla volata (m/s) | Gittata (Km) |
| --------------------------------------- | ----------------------------------------------------------------------------------- | --------- | ---------------------- | -------------------------- | ------------ |
| Sprenggranate L/4.6 m KZ m Hb           | proietto a spoletta anteriore HE con protezione balistica                           | 800       | 64,2                   | 820                        | 36,5         |
| Sprenggranate L/4.5 m BdZ m Hb          | proietto con spoletta posteriore HE con protezione balistica                        | 800       | 32,6                   | 820                        | 36,5         |
| Panzer- Sprenggranate L/4.4 m BdZ m Hb  | proietto perforante con spoletta posteriore con protezione balistica (proietto APC) | 800       | 18.8                   | 820                        | 36,5         |
| Siegfried-Granate L/4.5 m KZ u BdZ m Hb | proietto con doppia spoletta (anteriore e posteriore) HE con protezione balistica   | 495       | 69 TNT                 | 1050                       | 55,7         |

Nell'uso contro bersagli navali i tre tipi di proietto erano utilizzati in modo diverso a seconda del bersaglio.
I Sprenggranate L/4.6 m KZ m Hb, non avendo una punta corazzata, avevano una quantità di esplosivo superiore agli altri tipi e venivano usati essenzialmente contro bersagli sprovvisti di corazzatura; i Sprenggranate L/4.4 m BdZ m Hb avevano una punta corazzata non molto spessa e venivano usati contro bersagli con corazzatura media (incrociatori); i Panzer- Sprenggranate L/4.4 m BdZ m Hb infine avevano una protezione più spessa sulla punta e una minore carica esplosiva e venivano usati contro le corazzate.

## Artiglieria costiera

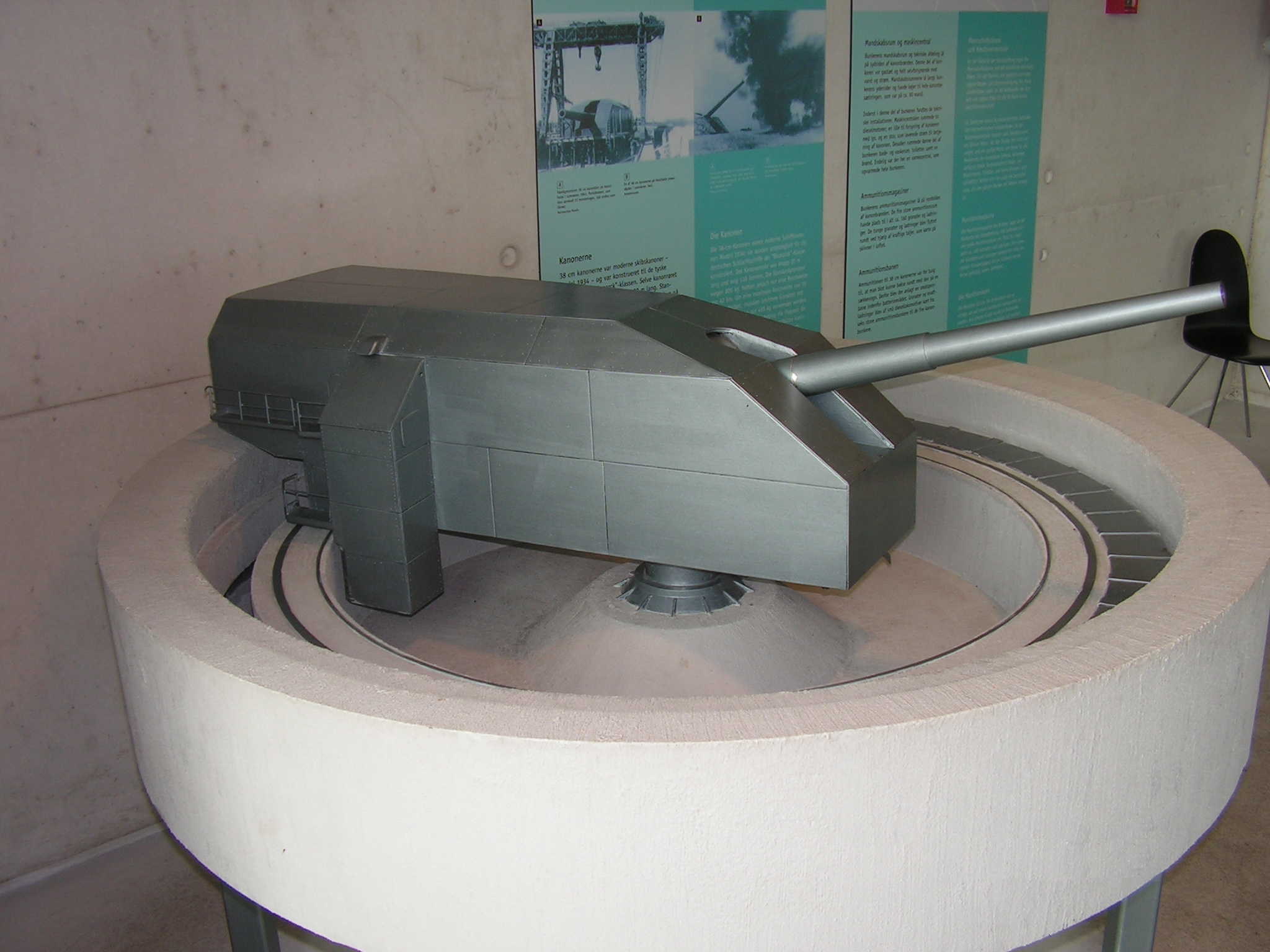
Modello della postazione di un 38 cm SK C/34 at Hanstholm

Questi cannoni furono modificati per la difesa costiera ampliando la camera di scoppio, in modo da poter utilizzare la maggiore quantità di propellente prevista per i proiettili speciali a lunga gittata Siegfried . Gander e Chamberlain indicano un peso di sole 105,3 t per questi cannoni, presumibilmente tenendo conto dell'incremento di volume della camera. Questi pezzi utilizzavano una postazione singola corazzata, indicata come Bettungsschiessgerüst C/39 (Postazione di tiro C/39). In questo montaggio i cannoni avevano un'elevazione massima di 60° ed un brandeggio fino a 360°, nei limiti della conformazione della postazione. La postazione C/39 aveva due compartimenti, quello superiore alloggiava il cannone e l'attrezzatura di caricamento, mentre quello inferiore conteneva l'equipaggiamento per il sollevamento delle munizioni con i relativi motori ed i motori per l'elevazione e il brandeggio del pezzo. La postazione era totalmente motorizzata ed aveva un magazzino sotterraneo per le munizioni. Normalmente le postazioni erano protette da barbette, confidando nella loro corazzatura, ma Hitler ritenne questa protezione insufficiente per i cannoni sulla Manica a Cap-Gris-Nez, presso Wimereux, quindi ordinò che fossero inglobati in bunker di cemento spessi 3,5 m, costruiti sopra ed attorno alla postazione. L'effetto di questa disposizione fu che il brandeggio venne limitato a 120°. Altre postazioni C/39 furono installate nella fortezza di Hanstholm in Danimarca e nella fortezza di Vara a Kristiansand in Norvegia.
Quattro torrette Drh LC/34, tre destinate a riarmare la Gneisenau ed una completata in accordo all'ordine sovietico, erano previste per lo schieramento a Paimpol (Bretagna) e a La Hague nella penisola del Cotentin, ma la costruzione di queste postazioni non fu mai iniziata Alla fine della guerra era in corso la costruzione di due postazioni per queste torrette a Oxby, in Danimarca..

## Uso su affusto ferroviario
Alcuni cannoni furono utilizzati come 38 cm Siegfried K (E) (Cannone ferroviario 380 mm Sigfrido), uno di questi venne catturato delle forze americane nella Campagna della valle del Rodano nel 1944.

## Dati di produzione
Sedici cannoni furono utilizzati sulle navi Bismarck e Tirpitz, sei furono ordinati per la Gneisenau, quando doveva essere riequipaggiata con il nuovo armamento nel 1942. Sei erano previsti per ciascuno degli incrociatori da battaglia classe O, ma non è noto il numero di questi pezzi effettivamente consegnato. Sei complessi binati (12 cannoni) dovevano essere venduti all'Unione Sovietica, che prevedeva di utilizzarli sui due incrociatori da battaglia classe Kronshtadt, questi pezzi non vennero mai consegnati. Altri pezzi furono usati per la difesa costiera.

### Libri
- (EN)  Campbell, John. Naval Weapons of World War Two. London: Conway Maritime Press, 2002 ISBN 0-87021-459-4
- (FR)  François, Guy. Eisenbahnartillerie: Histoire de l'artillerie lourd sur voie ferrée allemande des origines à 1945. Paris: Editions Histoire et Fortifications, 2006
- (EN)  Gander, Terry and Chamberlain, Peter. Weapons of the Third Reich: An Encyclopedic Survey of All Small Arms, Artillery and Special Weapons of the German Land Forces 1939-1945. New York: Doubleday, 1979 ISBN 0-385-15090-3
- (DE) Erich Gröner, German Warships: 1815–1945, Annapolis, Naval Institute Press, 1990, ISBN 0-87021-790-9.
- (EN)  Hogg, Ian V. German Artillery of World War Two. 2nd corrected edition. Mechanicsville, PA: Stackpole Books, 1997 ISBN 1-85367-480-X

### Siti web
- Welcome to NavWeaps.